# Lenzerwische
Lenzerwische település Németországban, azon belül Brandenburgban. Lakosainak száma 462 fő (2023. december 31.).

## Népesség
A település népességének változása:
| Lakosok száma | 483  | 447  | 458  | 460  | 456  | 462  |
|               | 2015 | 2017 | 2019 | 2021 | 2022 | 2023 |